# 加的夫城堡
卡地夫城堡（英語：Cardiff Castle）是一座維多利亞哥特復興式建築的中世紀城堡。位於英國威爾士卡地夫的市中心。
3世紀時羅馬人就在這裡修建了堡壘，之後11世紀時諾曼人入侵者又在這裡建築了土木结构的城堡。这座城堡是威廉一世或者罗伯特·费茨哈蒙下令建造的。它成为中世纪加的夫的市中心和格拉摩根边境领主领地的中心。12世纪开始建造石头的城堡，这座城堡估计是格洛斯特的罗伯特下令建造的。它的结构是建造在土丘上的石城堡，拥有相当强大的防御墙。在13世纪下半叶第六任格洛斯特伯爵扩建。在安格鲁-诺尔曼人于威尔士之间的战争中加的夫城堡多次参加战斗，在12世纪里它数次被攻击。1404年歐文·格林杜爾起義中它被冲入。現在的城堡則主要是建設於第三代布特侯爵約翰·克萊頓·斯圖亞特時期，城堡的設計者則是威廉·伯吉斯。現在城堡則是由加的夫市所有。
第六任格洛斯特伯爵的家庭在此后数世纪里拥有这座城堡。1423年第13任华威伯爵理查德·博尚买下加的夫城堡。理查德下令大规模扩建城堡，尤其是建造了城堡的西翼和那里高耸的八角形塔楼。玫瑰战争后城堡不再是边境领主领地，它的军事地位开始降低。1550年赫伯特家族购买加的夫城堡，改造主建筑的部分部位，并开始建造外墙和其它建筑。建造外墙的地方本来是加的夫的县府建筑。英国内战期间首先圓顱黨占领加的夫城堡，但是1645年保皇党支持者重新占据加的夫城堡。1648年战事再次爆发时保皇党军队进攻加的夫企图重新占领城堡导致在市外的圣法根战役爆发。战后加的夫城堡逃脱了被圆头党摧毁的命运，而是成为兵营，估计是为了防御来自苏格兰的进攻。
18世纪中加的夫城堡转手给比特侯爵。第一代比特侯爵约翰·斯图尔特雇佣万能布朗和亨利·霍兰德翻修主楼，把它改造成一座乔治时期的大楼。两位建筑师还受命改建城堡的景色，拆除许多老的中世纪建筑和城墙。19世纪的前半叶由于格拉摩根煤矿的发展比特侯爵家族特别富有，第三代比特侯爵得以招募威廉·伯吉斯重新翻修城堡。伯吉斯花费巨资把城堡改造成哥特复兴式，他的主要精力集中在主楼上。城堡的内部装饰被认为是“至今为止达到的最重要的哥特复兴式装饰”。古罗马的遗迹被发现后城堡周边的地面也被改造，在城堡的设计中又结合了城墙和罗马式的城门。城堡外建造了面积很大的公园。
20世纪初第四代比特侯爵继承城堡，一直到1920年代改造始终进行。加的夫周围的地产和比特都被卖掉或者国有化了，第二次世界大战时除了城堡外家族几乎没有任何其它财产。大战期间城堡的城墙里修建了大量防空洞，城堡被送给加的夫市。今天城堡是加的夫的一个名胜，城堡的底层里有展示威尔士士兵的博物馆和翻译中心。城堡里也可以举办庆典，包括音乐会和其它庆典。

## 历史

### 公元1至4世纪
今天的加的夫城堡所在的地方最早多年被罗马人当作防御地带。最早的堡垒可能是公元55年建造的，被用到公元80年。它是一个长方形设施，比今天的城堡面积大得多。在征服西鲁瑞斯人的战役中它是罗马人在威尔士的南方边境的一部分。边境逐渐推向北方后这个防御设施越来越失去其重要性，堡垒被两个小得多卫哨的取代，它们位于今天的城堡的北边。
3世纪中建造了第四座堡垒来防御滨海的海盗威胁，这座堡垒成为今天在城堡可以看到的罗马遗迹的基础。它几乎是正方形，约194米长184米宽，由从珀納斯用船运来的石灰岩建成。堡垒的西墙沿塔夫河的河，因此它不是直的。当时的海岸线离堡垒比21世纪近得多，因此堡垒直接俯瞰海港。估计这座堡垒至少被用到4世纪末，至今为止还不清楚它到底什么时候被完全放弃。一直到11世纪为止当地没有再被利用的迹象。

### 11世纪

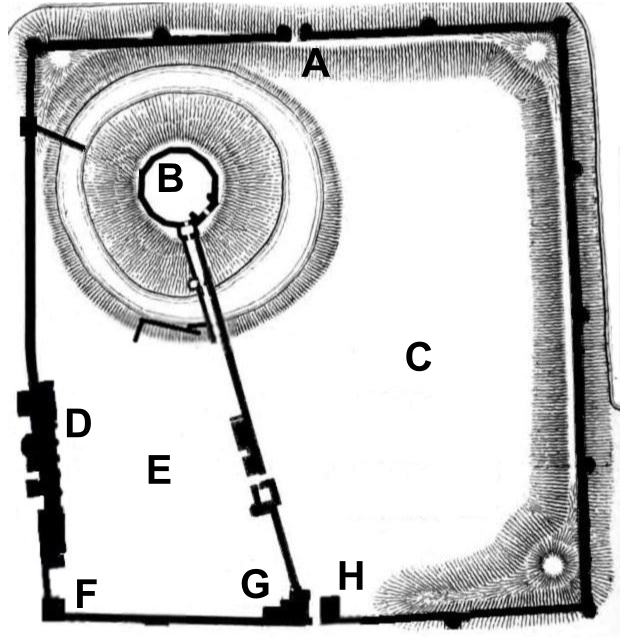
21世纪加的夫城堡的平面图：A-北门；B-石土堡垒；C-外庭；D-主楼；E-内庭；F-钟楼；G-黑塔；H-南门和瓮城塔

从1060年代开始诺曼人开始入侵南威尔斯，从他们新近占领的英格兰他们不断把基地向西推进。他们往往在古罗马遗址上建造城堡和创立新的地区封建贵族。通过重新使用罗马遗址他们可以大量节省建筑大规模堡垒的人力。
加的夫城堡就是在这段时间里建造的。城堡具体建造的时间有两个可能：威廉一世在聖戴維斯朝圣返回的路上可能在1081年就在加的夫建造了一座城堡。另一种可能性是格洛斯特主宰罗伯特·费茨哈蒙在1091年建造了第一座诺曼堡垒。1090年费茨哈蒙入侵这个地区，在此后数年里使用加的夫城堡作为基地来征服格拉摩根南部的其它地区。这个地点离海近，可以很容易地用船提供补给，受塔夫河和拉姆尼河的保护，而且控制沿海岸的罗马老路。
加的夫城堡是一座外庭式城堡。古罗马的城墙已经倒塌，诺曼人用它的剩余作为城堡外围的地基，在它的外面挖了一到防御沟，用挖出来的土在罗马堡垒的上面建造了一道8.2米高的墙。诺曼人还使用一道内墙把内部分为一座外庭和一座内庭。在城堡的西北角在一座12米高的土丘上他们建造了一座木结构主楼，土丘的周边有一道9.1米宽的护城河。这座土丘是威尔士最大的城堡土丘。整个城堡的面积是3.34公顷，内庭的面积是0.81公顷。磨坊对当时的当地居民来说是不可缺少的，城堡的磨坊位于城堡西侧的外面，塔夫河的流水驱动它。根据当地的封建法定，加的夫居民必须使用这座磨坊来磨他们的谷物。
在格拉摩根被占据的土地作为骑士报酬分给在手下，许多这些骑士获得土地的条件是他们必须提供兵力保护加的夫。因此有些骑士必须在城堡的外庭里维护楼房建筑。操英格兰习俗的安格鲁-萨克森农民在加的夫附近地区定居，但是在比较偏远的地区依然是威尔士贵族统治。这些地区能够把它们的独立性一直维持到14世纪。加的夫是一个边境领主的领地，享受特权，而且不是英国国王的臣属。从城堡的南侧中世纪的加的夫向南扩展。

### 12至14世纪

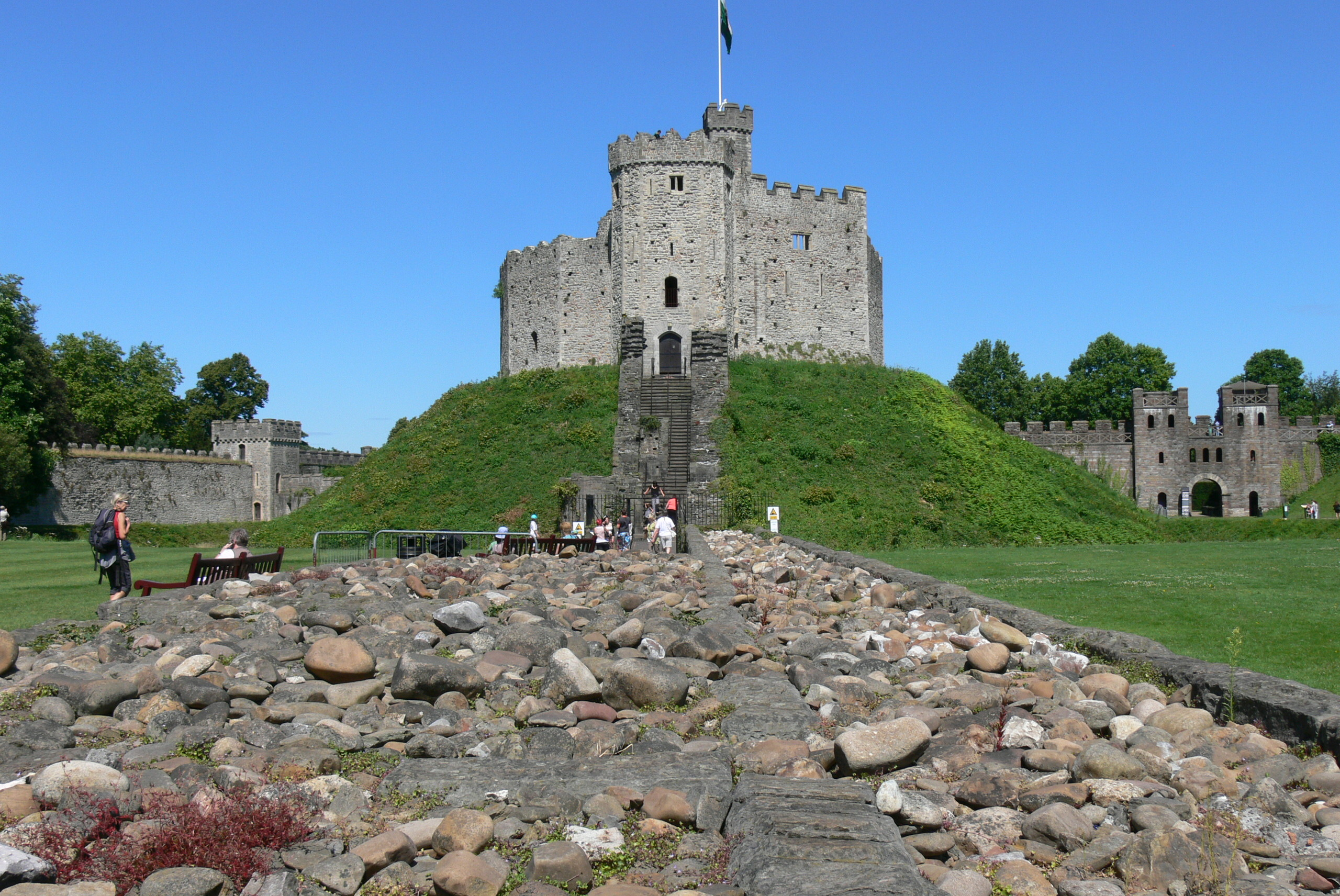
重建的罗马城墙部分，它被作为内庭墙的地基使用和重建的罗马北门（右侧）

1106年费茨哈蒙在坦什布赖战役中负致命伤，此后不久过世。1122年亨利一世国王把城堡交给他的私生子和费茨哈蒙的女婿格洛斯特的罗伯特。威廉一世的长子诺曼底公爵罗贝尔二世试图攻占英格兰失败后被亨利一世关在这座城堡里一直到他1134年去世。英格兰混战时期格洛斯特的罗伯特保住城堡并把它遗传给他的儿子威廉·费茨·罗伯特。在12世纪的中叶，可能在格洛斯特的罗伯特指挥下在土丘上建造了一座23米宽，9米高的石头城堡主樓，并在内庭的西边和南边造了石头城墙。多边形的石头主楼与阿倫德爾城堡有类似处。这个加固工程可能是作为对1136年威尔士起义造成的威胁的反应。
此后与威尔士之间的关系依然紧张。1158年艾佛·巴赫袭击城堡并把威廉作为人质扣押了一段时间。1183年城堡再次被袭。1184年加的夫建造了围绕城市的城墙，在城堡和达夫河之间的空间里建造了面对城市的西门。1183年威廉逝世留下三个女儿。其中的一个格洛斯特女伯爵伊莎贝拉被亨利二世定为唯一继承人。这个做法违反英格拉的合法习俗，但是亨利要自己的小儿子约翰娶伊莎贝拉，这样约翰可以有自己的领地。约翰后来与伊莎贝拉离婚，但是一直到伊莎贝拉1214年嫁给杰弗里·费茨杰弗里·德·曼德维尔了才把城堡还给她。

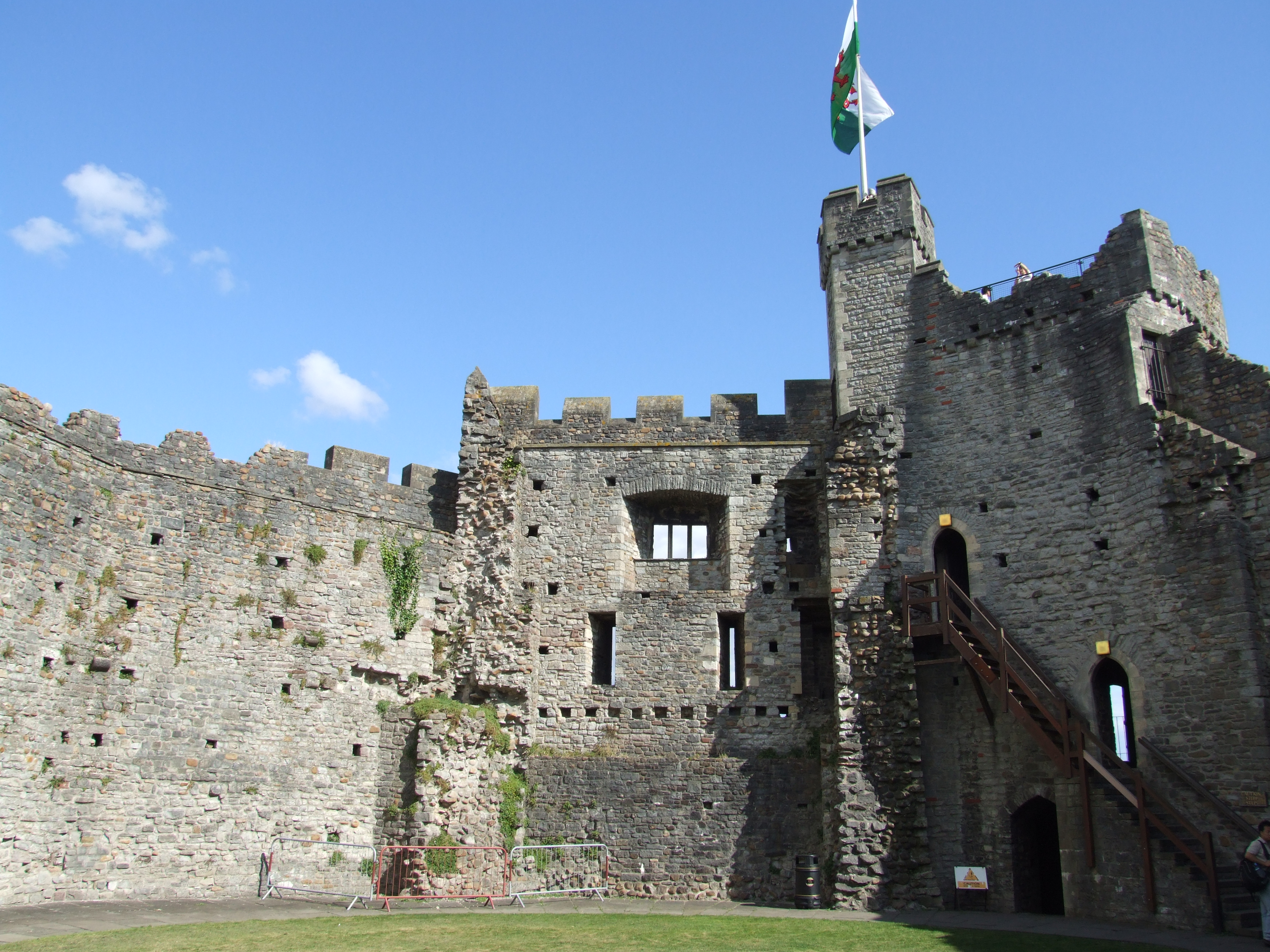
城堡主楼内部

1217年伊莎贝拉逝世后通过她的姊妹城堡被传给吉尔伯特·德·克莱尔，成为克莱尔家族产业的一部分。这个家族在中世纪英格兰拥有很多地产和防御设施。虽然该家族的统治者喜欢待在克莱尔城堡和汤布里奇城堡加的夫城堡成为该家族在南威尔士的权力中心。吉尔伯特的儿子理查德·德·克莱尔在13世纪末期在城堡大兴土木，建造了黑塔，它是今天南门的一部分。这座塔的底层有两座大厅，上面有三间房间。理查德可能也下令和把内庭的北墙和西墙也改建成石头的。内庭只有通过西侧的一座城门才能到达，这座城门有两座原型的塔楼保护，后来这座城门被叫做征服者门。这些防御措施可能也是因为敌对的威尔士亲王卢埃林·阿普·格鲁菲德所造成的威胁而被采取的。
理查德的孙子吉尔伯特·德·克莱尔是最后一代男性德·克莱尔，于1314年阵亡，城堡被授予爱德华二世有争议的宠臣小休·德斯潘塞。收成不好和德斯潘塞家族的酷政导致1316年李维林·布伦的起義。起義被镇压后休下令把布伦在加的夫城堡掛拉分。这个处罚在英格兰和威尔士都遭到很多批评，1321年休拘禁威廉·弗莱明骑士作为替罪羊。弗莱明被扣押在黑塔里，后来在城堡里被处决。此后不久其他边境领主和德斯潘塞家族之间爆发征战，在德斯潘塞战争中1321年加的夫城堡被攻陷。德斯潘塞家族重新占领城堡，虽然休·于1326年被处决他的家族能够把城堡一直保到14世纪末。根据1340年德斯潘塞发布的一条法令城堡的长官实际上也充任加的夫市长，控制当地法庭。

### 15和16世纪

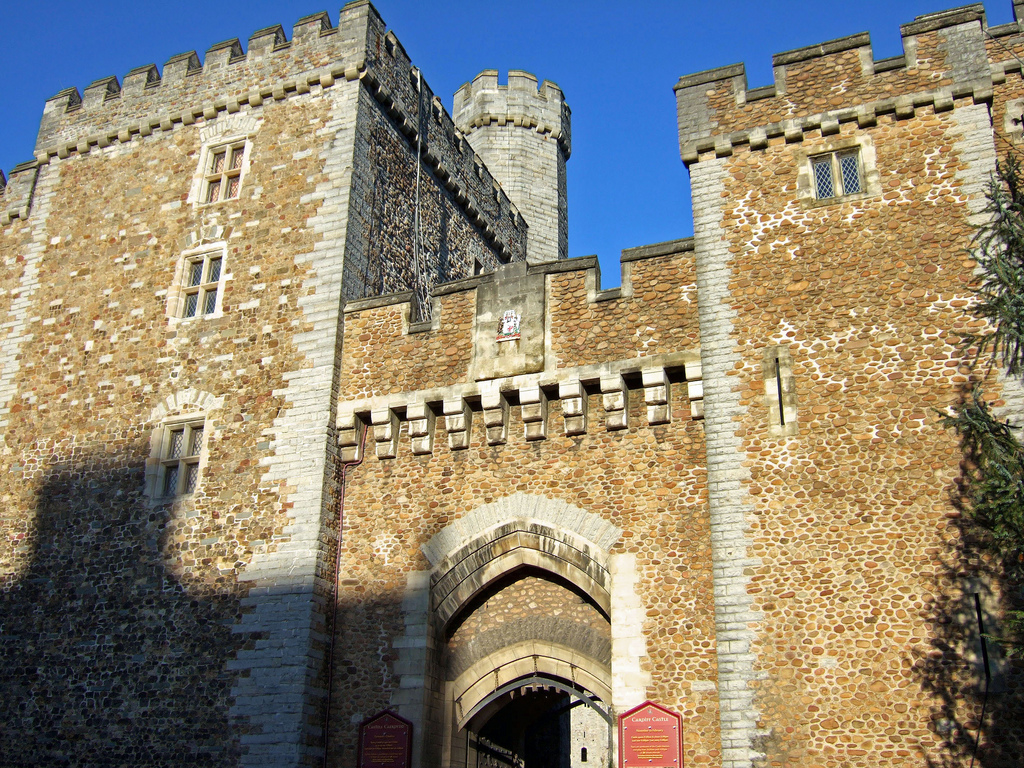
南门，可以看到的有修复的15世纪黑塔（左）和瓮城楼（右）

15世纪里德斯潘塞家族在这个地区越来越重用卡菲利城堡。1400年托马斯·德·德斯潘塞被控打算阴谋陷害亨利四世被处死。1401年歐文·格林杜爾在北威尔士起义，很快蔓延到整个威尔士。1404年叛军占领加的夫和它的城堡，导致黑塔和正在建造的南门受到重大损坏。托马斯死后城堡被传给他的小儿子理查德，理查德死于1414年，城堡通过他的女儿伊莎贝尔传给博尚家族。伊莎贝尔首先嫁给伍斯特伯爵理查德·德·博尚，理查德死后她于1423年改嫁给理查德的侄子华威伯爵理查德·德·博尚。
通过婚姻理查德没有获得卡菲利城堡，因此他重新开始发展加的夫。1430年他在黑塔边上建造了一座新塔，修复南门，扩展了土丘防御。在1425年到1439年间他在城堡的西南面建造了一座新的住楼，在这幢住楼的中心是一座23米高的八角塔，塔上有防御角楼，面对内庭还有四座多角形的小塔。它主要是用里阿斯群的方石建造的，一些细节是用石灰岩建造的。它的基础是典型南威尔士式的，结合了部分4世纪和13世纪的墙。它的风格受上世纪建造的溫莎城堡影响，它自己影响了纽波特城堡和诺丁汉城堡。八角塔与同时在华威城堡建成的盖塔。在城堡的南部建造了一座可以直接从理查德的寝室进入的花园。理查德也重建了加的夫城的防御，包括被一座被西门保护的跨越塔夫河的新石桥。这座桥是1451年完成的。

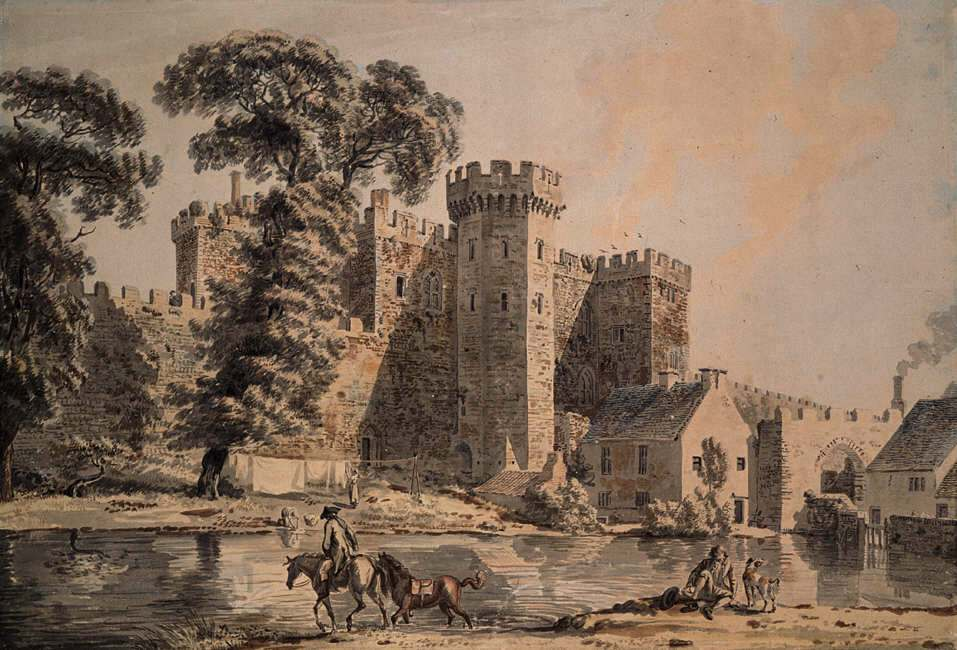
15世纪的主住楼和西门，保罗·桑比18世纪绘制的水粉画

加的夫城堡被传给理查德的儿子亨利和亨利的女儿安。1449年安死后通过婚姻城堡被传给理查·内维尔。到1471年玫瑰战争爆发为止理查·内维尔拥有加的夫城堡。随战事的发展和政治生涯的升落加的夫城堡先后落入克拉伦斯公爵乔治·金雀花、格洛斯特公爵理查、贝德福德公爵贾斯珀·都铎手中，然后回到理查·内维尔的妻子安手中，然后又交给贾斯珀·都铎，最后传给亨利王子，后来的亨利八世。战争结束时都铎王朝登上英格兰王位也意味着对威尔士统治的方式更改了。都铎王朝来自威尔士，他们的统治减缓了英格兰和威尔士之间的敌对。其结果是防御城堡变得不那么重要了。1495年亨利七世正式取消加的夫城堡和周边地区的边境领主地位，把它们规入正统英格兰法律，设立格拉摩根郡。
1513年国王把加的夫城堡封给查尔斯·索默塞特。查尔斯在加的夫时住在城堡里。1550年后来的彭布罗克伯爵威廉·赫伯特从爱德华六世买下加的夫城堡和它周围的土地。当时城堡的外庭里有一些建筑，在16世纪里在城堡上不断有建筑工程进行。郡府也建在外庭，组成包括传统的十二名守卫骑士的住房在内的外墙建筑。外庭里还有果园、花园和一座小教堂。在16世纪里城堡继续被用来关押罪犯，尤其黑塔被用座监狱。亨利八世下令在城堡烧死异教徒湯馬斯·克拉普。来访的古玩收藏家约翰·利兰描写城堡的主楼“强壮伟大，但是现在只留下一堆废墟”，但是黑塔修缮良好。在内庭里赫伯特在主住楼的北段建造了一座伊丽莎白式扩建，里面的大窗户面向北边的新花园。南边的花园被厨房的菜园取代。

### 17和18世纪

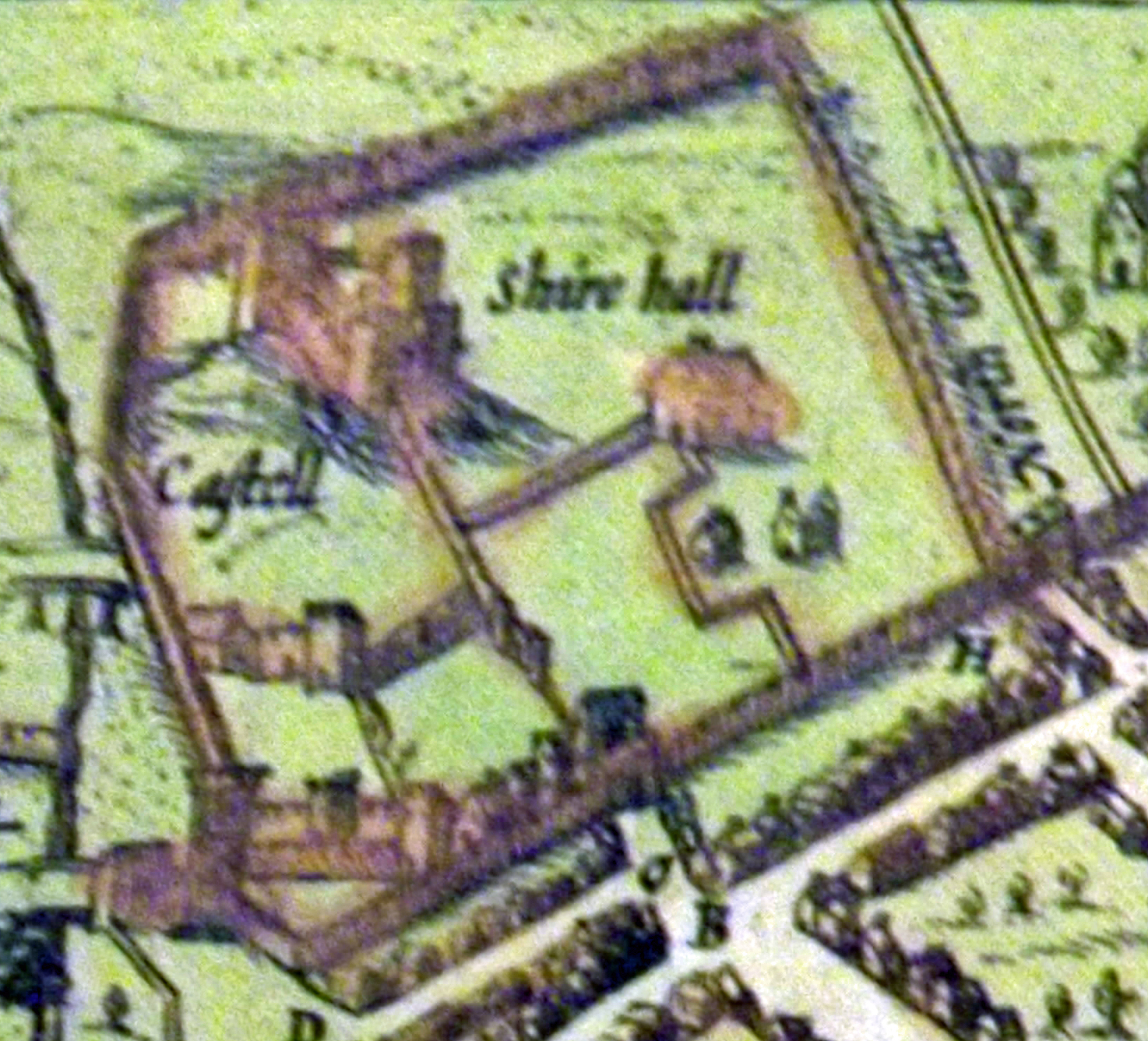
約翰·斯皮德1610年画的加的夫城堡

1610年制图家約翰·斯皮德给加的夫城堡绘制了一张地图，并注释道它“大和修缮完善”。但是1642年支持查理一世的保皇党和支持英格蘭議會的圆头党之间爆发内战。当时加的夫城堡的主人是温和的圆头党人菲利普·赫伯特，但是驻扎在城堡里的驻军则是保皇党人。战争初期圆头党人占领加的夫城堡，据说通过秘密通道使用偷袭。保皇党长官赫特福德男爵威廉·西摩立刻组织袭击，出其不意地重新占领城堡。圆头党和当地军队立刻围攻城堡，经过五个小时的战斗后再次占领城堡并在那里驻兵。1645年当地最高警官反叛议会，占领加的夫市，但是一开始没有能够占领城堡。查理一世从牛津派兵增援，同时议会也派一支海军舰队从海上支援他们的兵力。经过一场小战役后保皇党占领城堡。
随着保皇党军的楚地越来越紧迫，7月查理一世亲自到加的夫城堡会晤当地的威尔士领袖们。他在当地的长官查尔斯·杰拉德与格拉摩根人民之间的关系越加恶劣，当查理一世离开城堡是一直愤怒的居民组织的小军队挡住他的路要求国王把城堡交给他们。这些民兵自称是“和平军”，把他们的要求提高到当地的独立。经过协商后双方最后达成妥协：保皇党军离开城堡，城堡由当地格拉摩根军接管，作为补偿当地人像查理一世交800英镑和提供一支一千人强大的军队。9月查理一世回到南威尔士，背弃双方的协议，解散和平军，但是他自己的军队在当地也在解体。何平军首领易帜，9月中加的夫和加的夫城堡像议会投降。
1648年战事又爆发，保皇党征募了8000人新兵企图中心占领加的夫。在布雷肯的议会军虽然只有3000人迅速增援城堡。他们等待奥利弗·克伦威尔领导的一支更大的军队能够从格洛斯特来到。由于时间与他们作对保皇党军进攻，导致圣法根战役在加的夫西部爆发，保皇党军大败。
战后加的夫城堡没有像其它许多城堡那样被故意破坏、摧毁或铲平。原因可能是因为担心支持保皇党的苏格兰長老宗，因此在城堡里驻扎了一支议会军军队。在空位期和查理二世复位后作为彭布罗克伯爵的赫伯特家族依然是城堡的主人。城堡的警长依然出任加的夫市长，控制市内军民、法警和议员的会议。赫伯特家族在这段时间里一般指令当地最有权势的家族出任这个职务。

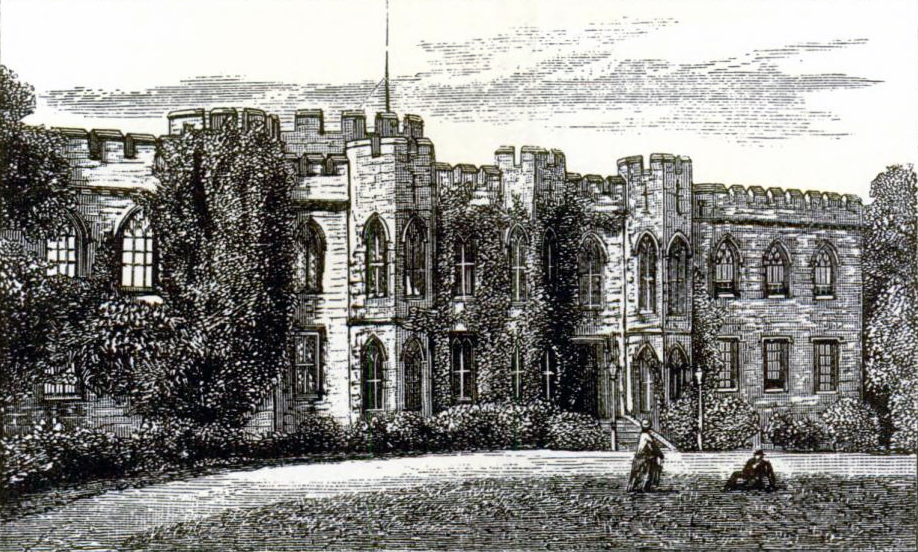
19世纪中叶画的乔治时期主居住楼

夏洛特·赫伯特是赫伯特家族里最后一名统治加的夫城堡的人。第二次嫁给托马斯·温莎子爵，1733年托马斯死后把城堡传给他的儿子赫伯特。赫伯特的女儿夏洛特·简·温莎嫁给被提升为比特侯爵的约翰·斯图尔特。这个家族成为下一个世纪统治加的夫城堡的家族。
1776年侯爵打算把城堡作为他儿子约翰的住宅，开始改建城堡。在万能布朗和他的女婿亨利·霍兰德的指挥下城堡周边的地面被彻底改变。分隔内庭和外庭的石墙被用炸药炸掉，剩下的地面被铲平，整个地面上种上草皮。主居住楼也被大幅度改变，赫伯特增造的部分被拆除，取而代之的增加了两个侧翼，许多老结构被拆掉，使得整个建筑获得了现代的18世纪的形象。城堡住楼和土丘上的常春藤和树木被砍掉，土丘上建造了一条螺旋上升的路。土丘周边的护城沟被填平成整个草地的一部分。。城堡的东南角建造了一栋避暑楼。此外还计划在城堡住楼的上面装一个铜屋顶，装进新窗户，把它改建成一座舞厅，但是1794年侯爵的儿子死后这些计划没有被继续下去。

### 19世纪
1814年约翰的孙子约翰继承他的头衔和城堡。1825年新侯爵在加的夫码头上开始了一系列投资，这笔花费浩大的项目目的在于使得加的夫成为一个重要出口煤的港口。虽然港口本身不很盈利，但是它使得比特侯爵的矿山和地产价值大涨，使得克里奇顿-斯图尔特家族很富有。到1900年时，克里奇顿-斯特尔图家族在卡拉摩根拥有8900公顷地。
第二代侯爵更喜欢住在苏格兰的比特岛上，仅仅很偶然使用加的夫城堡。城堡很少被改善，楼房里仅仅保持了四个全职服务员，连烧的饭都得从附近的一个旅店里买。但是城堡依然是比特家族在加的夫的政治权力中心，他们的党人有时被称为“城堡党”。1831年在暴力抗议的梅瑟蒂起义中侯爵亲自在加的夫城堡里指挥行动，并向白廳报告情况发展。1835年根据一条國會法令加的夫市的行政管理终于被改革，市内引入了市议会和市长，把市长职和城堡警官职分开。

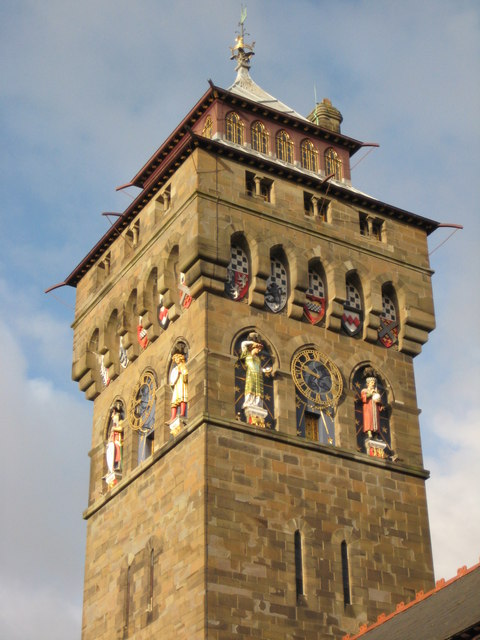
钟楼

第三代比特侯爵约翰1848年继承头衔和城堡。他当时还不到一岁。他长大后不喜欢当时的城堡，认为它代表平庸的、不正规的哥特风格。他雇佣建筑师威廉·伯吉斯重新改造城堡。他们两人都喜好哥特复兴式风格，加上比特侯爵巨大的财资使得伯吉斯能够大规模地重建城堡建筑。伯吉斯把在他过去的项目里支持过他的几乎整个工作组都用在这个项目上。伯吉斯本人对城堡历史的研究和他的建筑想象对城堡的改造做出了关键的贡献。
1868年比特侯爵成年时46米高的钟楼的建造开始。这座塔是用伯吉斯典型的迪恩森林琢石建的，里面有单身汉套件，包括一间寝室、一间侍从的房间，以及夏季吸烟庭和冬季吸烟庭。外部是伯吉斯未成功地参加伦敦皇家司法院建筑比赛草稿修改成的。内部房间装潢精美，有修饰、雕刻、壁画，许多这些艺术作品有比喻风格，描述季节、神话和寓言。查尔斯·伊斯特雷克在他的《哥特复兴式历史》一书中说该塔显示出伯吉斯“特殊的才能和丰富的幻想”。夏季吸烟庭位于塔的顶部，有两层楼高，里面有一个对内的阳台，通过一道巨大的窗户坐在里面的人可以看到加的夫港口、布里斯托尔湾和格拉摩根田园。地板上有一张马赛克的世界地图。里面的雕像是托马斯·尼科尔斯制作的。
随着工程的进展在城堡18世纪的场地上还建造了其它建筑物，其中包括客楼、阿拉伯厅、乔叟厅、孩子屋、图书馆、宴会厅和比特侯爵和侯爵夫人的寝室。新城堡的设计和维多利亚式标准田园楼阁的设计很接近。比特塔里有比特侯爵的寝室，楼顶上有一座楼顶花园。比特侯爵的寝室里有大量宗教圣像，里面包含一间套房内洗漱间。随后改建的八角塔里有演讲厅和乔叟厅。演讲厅就位于比特侯爵的父亲逝世的地方。塔顶被看作是“伯吉斯卓越才能的榜范”。

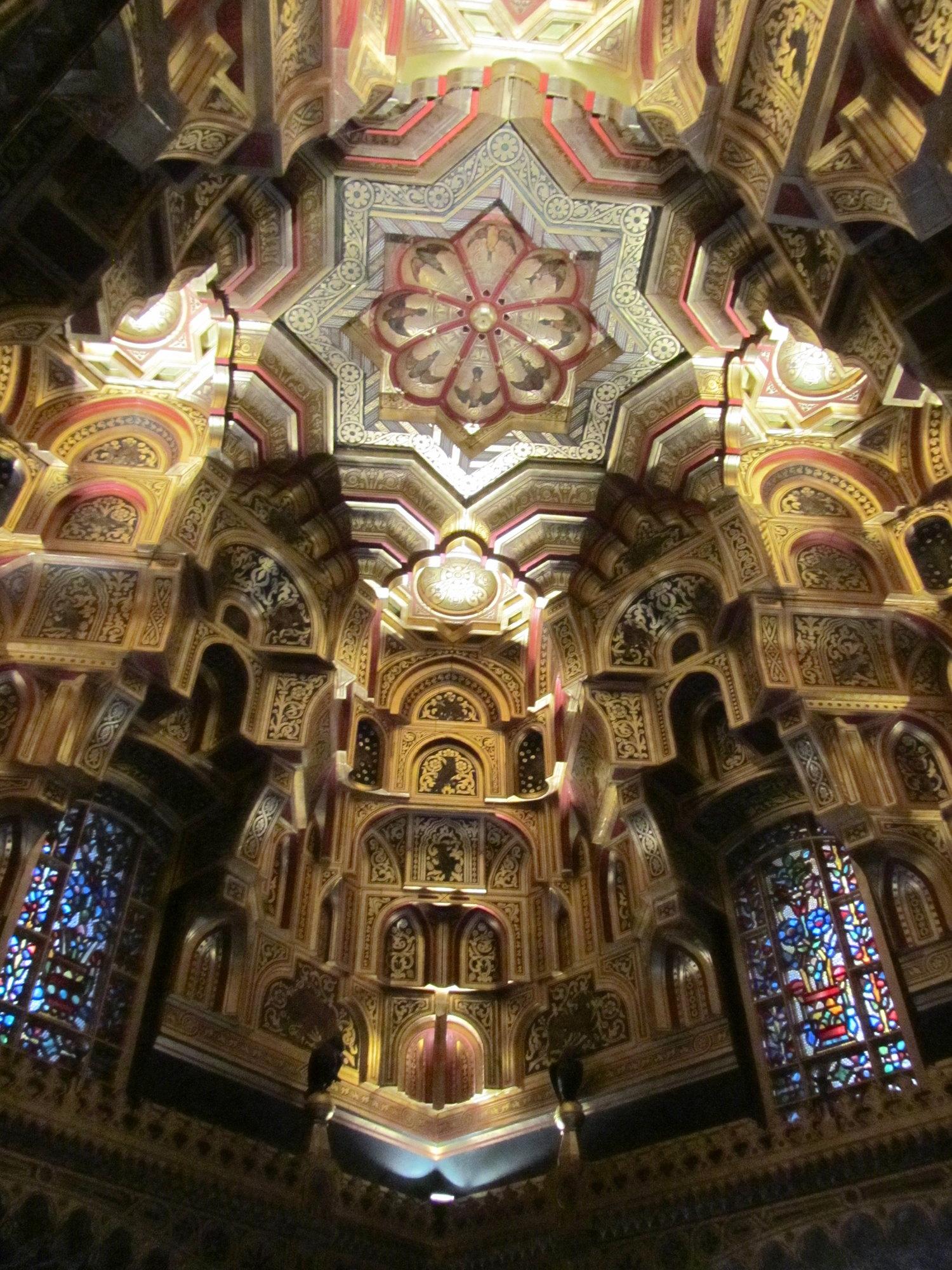
阿拉伯厅的房顶

城堡的中心由一座两层楼高的宴会厅组成，它的下面是图书馆。这两间屋子都非常大，图书馆要收藏侯爵大量藏书的部分。两间房间里都有精细的雕刻和壁炉。宴会厅里的壁画描画诺曼底公爵罗伯特时刻的加的夫城堡。这里的装饰没有城堡其它部分那么壮观，因为它是伯吉斯死后一名不那么有才能的画家画的。赫伯特塔里的阿拉伯厅是伯吉斯的杰作。尤其它摩尔式的屋顶装饰非常可观。伯吉斯死前就是在装饰这间大厅。比特侯爵把伯吉斯的缩写和他自己的缩写刻在壁炉上并刻上1881年作为纪念。城堡的中心部分还包括阿列克斯·黑格用水粉画记录下来的大楼梯。
伯吉斯给城堡内部做的装饰被广泛赞扬。历史学家梅干·阿尔哲里奇认为它们是“哥特复兴式最高的成就”，摩当特·克鲁克把它们描写为“去往童话世界和金色王国的三维护照”，约翰·纽曼赞扬它们是“19世纪最成功的幻想城堡”。对城堡外表的评价就不这么高了。克鲁克赞美建筑多样和浪漫的天幕，而建筑学家约翰·格兰特则认为它们展示了多种历史风格“画意但是不完美的结合”，阿德里昂·佩蒂费则批评它们“牛头不对马嘴”夸张的哥特风格。
城堡周边的地面上也进行了施工，城堡内部的地面变得更加平坦，许多中世纪和罗马的考古遗迹被摧毁。1889年比特侯爵的建筑工程出土了古罗马的堡垒，这是这座堡垒从11世纪后第一次重见天日，因此1890年对它进行了考古调查。威廉·弗雷姆在罗马遗址的基础上建造了一座新的罗马式墙，并完成了罗马北门，新墙周围的中世纪外围被拆除。

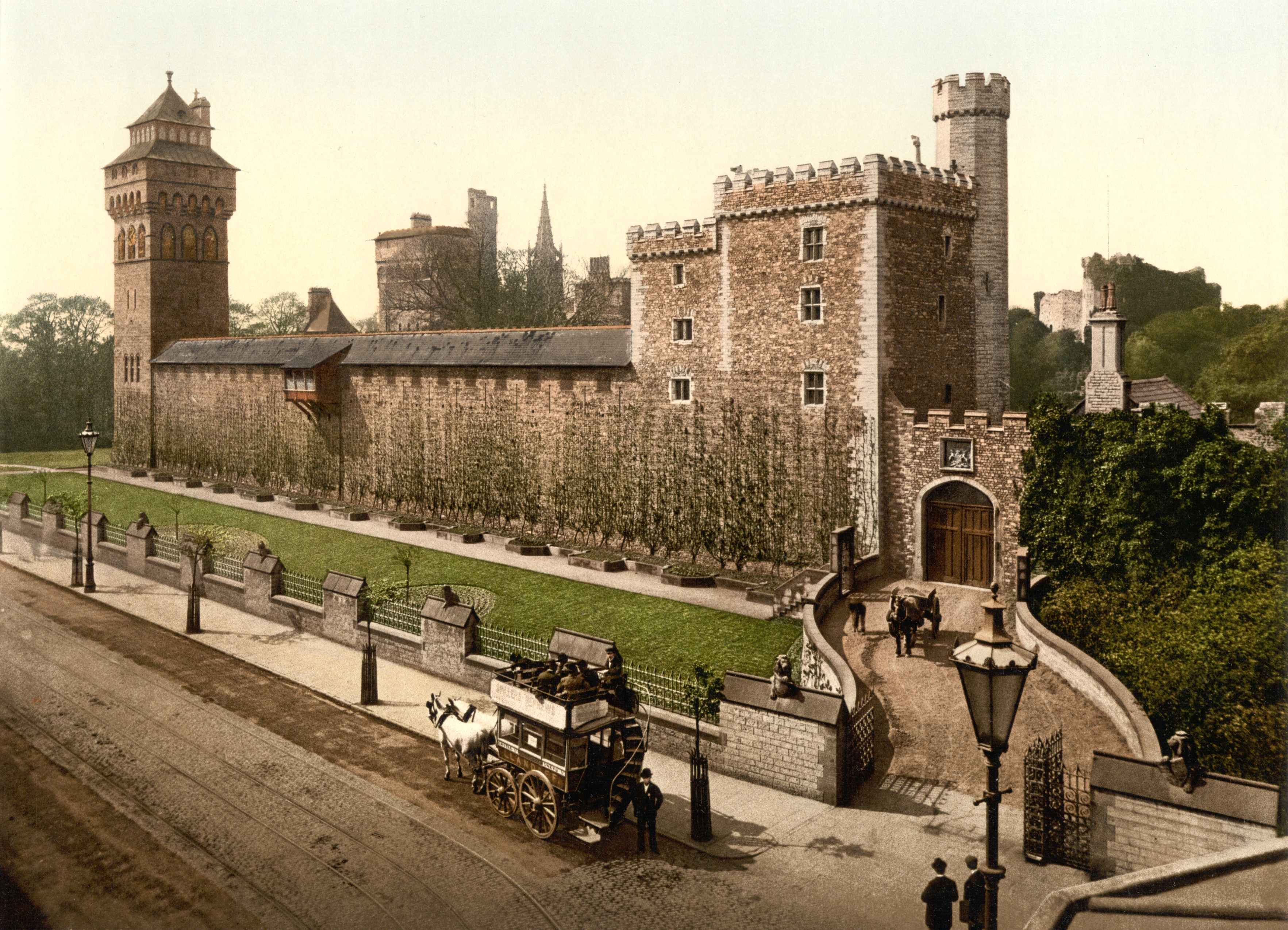
加的夫城堡外的动物墙（约1890年）

城堡内的平地上种植了大量树木和灌木，连土丘上也种植了许多。从18世纪末到1850年代城堡内部完全向公众开放，但是1858年城堡西面和北面约434公顷的地被转化成比特公园后进出城堡内部开始被限制了。从1868年开始城堡内院完全不向公众开放。城堡的北边开始建造马圈。但是在19世纪里只有一半被建成。城堡的南边建造了动物墙，上面装饰各种动物。在西门外跨河建造了瑞士桥，一座结合桥梁和避暑山庄的建筑。城堡东侧建造凯西公园，不过这个公园1898年被卖给卡迪夫市政厅。

### 20和21世纪

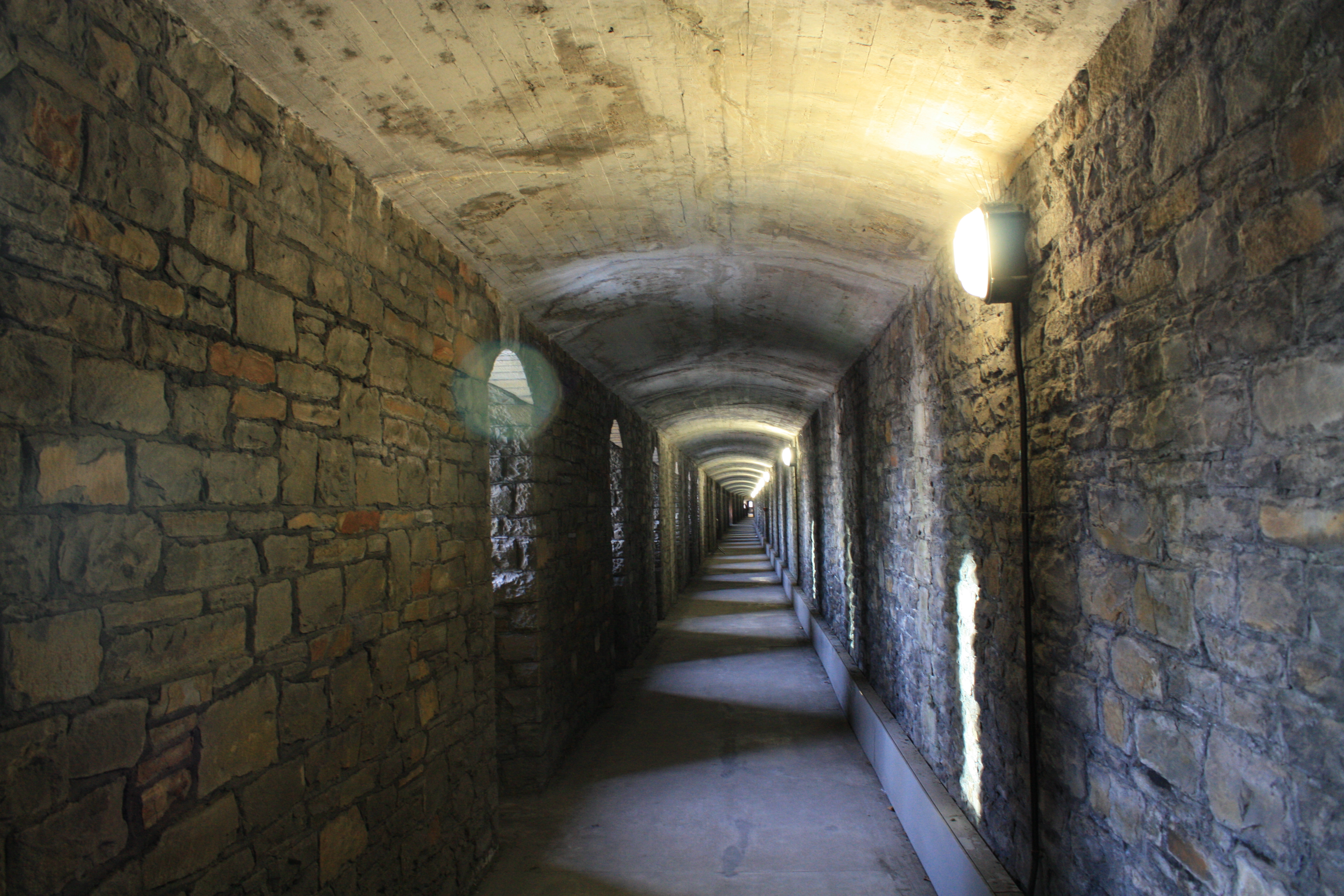
二战时期在城堡地下修建的防空洞地道

第四代比特侯爵约翰于1900年在他父亲死后继承城堡以及家族在城堡周围的产地和投资，他很快开始减少这些面积。在此前一个世纪里加的夫增长迅速，从1800年的1870名居民增长到1900年的25万居民。但是1918年后煤的交易开始下降，1920年代里的萧条使得工业也蒙受损失。约翰只继承了部分格拉摩根的家产，在20世纪的第一个十年里他卖掉了许多剩下的加的夫附近的财产，包括煤矿、码头和铁路公司，最后家族所有的地在1938年都被卖掉或者国有化了。

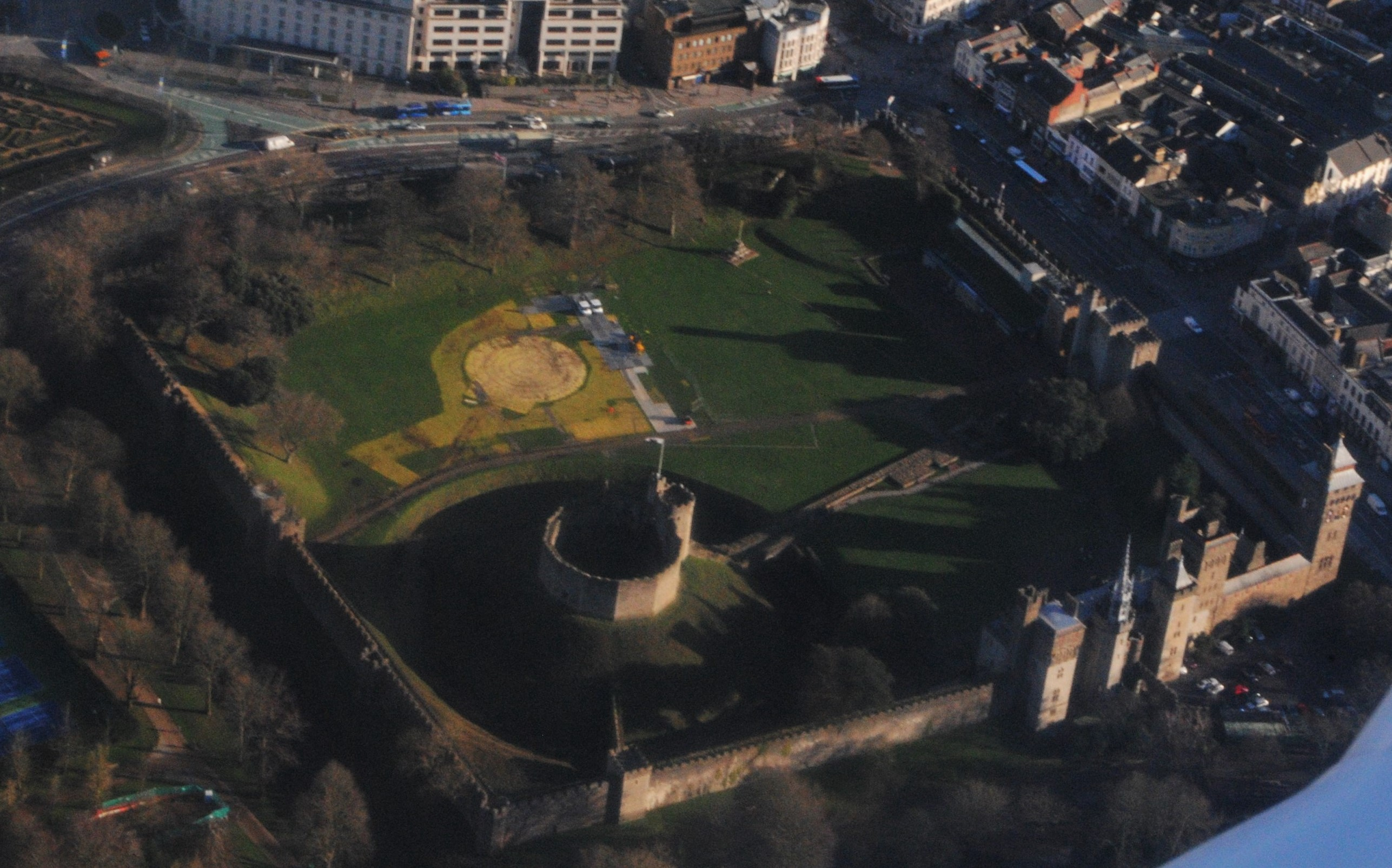
航拍加的夫城堡

1921年城堡里的施工继续进行，中世纪石匠的建筑被大规模修复。建筑师约翰·格兰特重建了南门和瓮城城楼，重建了中世纪的西门和城堡边的城市城墙。为此1927年瑞士桥被拆除。1922年和1923年对罗马墙进行了更多考古调查，其结果使得格兰特重新设计了罗马北门。城堡马圈的另一半完工。动物墙被移到城堡西部，环绕一个以前拉斐爾派为主题的公园。
1930年代里主居住楼里的大楼梯被拆除。第二次世界大战时中世纪城墙内部挖了许多防空洞，它们分八个不同的部分，一共可以容纳1800人。城堡被用来系城市上方的防空氣球。
1947年第五代侯爵约翰在他父亲死后继承城堡并面临相当大的遗产税。因此他把加的夫的最后一批地产卖掉并把城堡和周边的公园交给加的夫人民。加的夫市以人民的名义接收。在交接仪式上比特家族的旗帜从城堡上降下并升起威尔士国旗。城堡作为重要国家考古遗址被列入一级登录建筑。
今天加的夫城堡是当地的热门旅游景点。城堡里并不是所有房间都有家具，因为1947年比特家族离开城堡时把大多数家具都搬走了。但是钟楼里按照伯吉斯原来的设计配置了家具和装饰。
1949年成立的皇家威尔士音乐戏剧学院曾使用城堡的主居住楼直到1998年搬走至城堡北部的马场。
2008年城堡南门边上新建了一座建筑费用650万英镑的表演中心。城堡里还有一个关于女王第一重骑兵卫队和皇家威尔士旅的军事博物馆。
今天的加帝夫城堡经常举办多项文化活动，例如音乐会，湯·鍾士、年輕歲月乐队以及许多交响乐团等艺术家个人和团体都曾在城堡内举办表演，城堡内庭可以容纳上万观众。1960和1970年代该城堡还进行了多次军事表演。

## 延伸阅读
- Crook, J. Mordaunt. . Cardiff, UK: National Museum of Wales. 1981.

## 外部連結
- 官方网站
- 1947年接交仪式（页面存档备份，存于）

 维基共享资源上的相關多媒體資源：加的夫城堡